# Leptoiulus hauseri
Leptoiulus hauseri är en mångfotingart som beskrevs av Pius Strasser 1976. Leptoiulus hauseri ingår i släktet Leptoiulus och familjen kejsardubbelfotingar. Inga underarter finns listade i Catalogue of Life.